# Corgatha albivertex
Corgatha albivertex là một loài bướm đêm trong họ Erebidae.